# The Last King of Wales
Pour plus de détails, voir Fiche technique et Distribution.
The Last King of Wales est un film britannique réalisé par George Ridgwell, sorti en 1922.

## Synopsis
Édouard Ier d'Angleterre revient de la neuvième croisade pour trouver son royaume affaibli par des rébellions. Llewellyn, roi du Pays de Galles, a aidé Simon de Montfort lors de cette rébellion et est amoureux de sa fille Eleanor de Montfort. Édouard, en retenant Eleanor prisonnière, va pousser Llewellyn à faire la paix.

## Fiche technique
- Titre original : The Last King of Wales
- Réalisation : George Ridgwell
- Scénario : Eliot Stannard
- Société de production : British and Colonial Kinematograph Company (en)
- Pays d'origine :  Royaume-Uni
- Langue originale : anglais
- Format : noir et blanc — 35 mm — 1,37:1 — Film muet
- Genre : Historique
- Durée : 16 minutes
- Date de sortie :
  - Royaume-Uni : 1922

## Distribution
- Malvina Longfellow : Éléonore de Castille
- Charles Ashton : Llewellyn
- Cynthia Murtagh : Eleanor de Montfort
- Reginald Fox : Édouard Ier d'Angleterre
- Grey Murray : Robert Burnell, Lord Chancelier